# パウル・レニ
- ポール・レニ

パウル・レニ（Paul Leni 、1885年7月8日 - 1929年9月2日）はドイツの映画監督、美術監督。ドイツ表現主義の重要人物。はじめドイツで、後にアメリカに渡って映画を撮るが、敗血症により早逝した。英語読みでポール・レニと表記されることもある。

## 生涯と経歴
1885年7月8日、シュトゥットガルトのユダヤ人家庭に生まれる。王立芸術アカデミーに学んだ後、舞台美術家となる。
1913年以降、ヨーエ・マイ、エルンスト・ルビッチ、リヒャルト・オスワルド、E・A・デュポンなどの映画の舞台美術や衣装デザインにかかわる。
1917年からは監督も手掛ける。ドイツ時代の代表作『裏町の怪老窟』（1924年）は当初４部構成として企画されたが、予算が底をついて最終章を撮影できなかった。またアニメと実写でクロスワードパズルを完成させる『Rebus-Film』（1925年〜1926年）という実験的な連作（全８話）も撮っている。
1927年、カール・レムリに招かれてアメリカに渡り、ユニバーサル・スタジオで『猫とカナリヤ』（1927年）を撮る。ジョン・ウィラードの同名戯曲の映画化で、幽霊屋敷の演出は、後のユニバーサル・ホラーに多大な影響を与えた。この映画自体も1939年、ボブ・ホープ主演でリメイクされた（『猫とカナリヤ (1939年の映画)』）。翌1928年には多額の予算をかけてヴィクトル・ユーゴー原作の『笑う男』を監督した。
1929年、『The Last Warning』を監督。『猫とカナリヤ』の人気に乗じたミステリ映画だった。この映画はレニの遺作となった。公開から八ヶ月後の1929年9月2日、レニは未治療の歯から感染した敗血症によりロサンゼルスで亡くなった。44歳であった。

## フィルモグラフィ

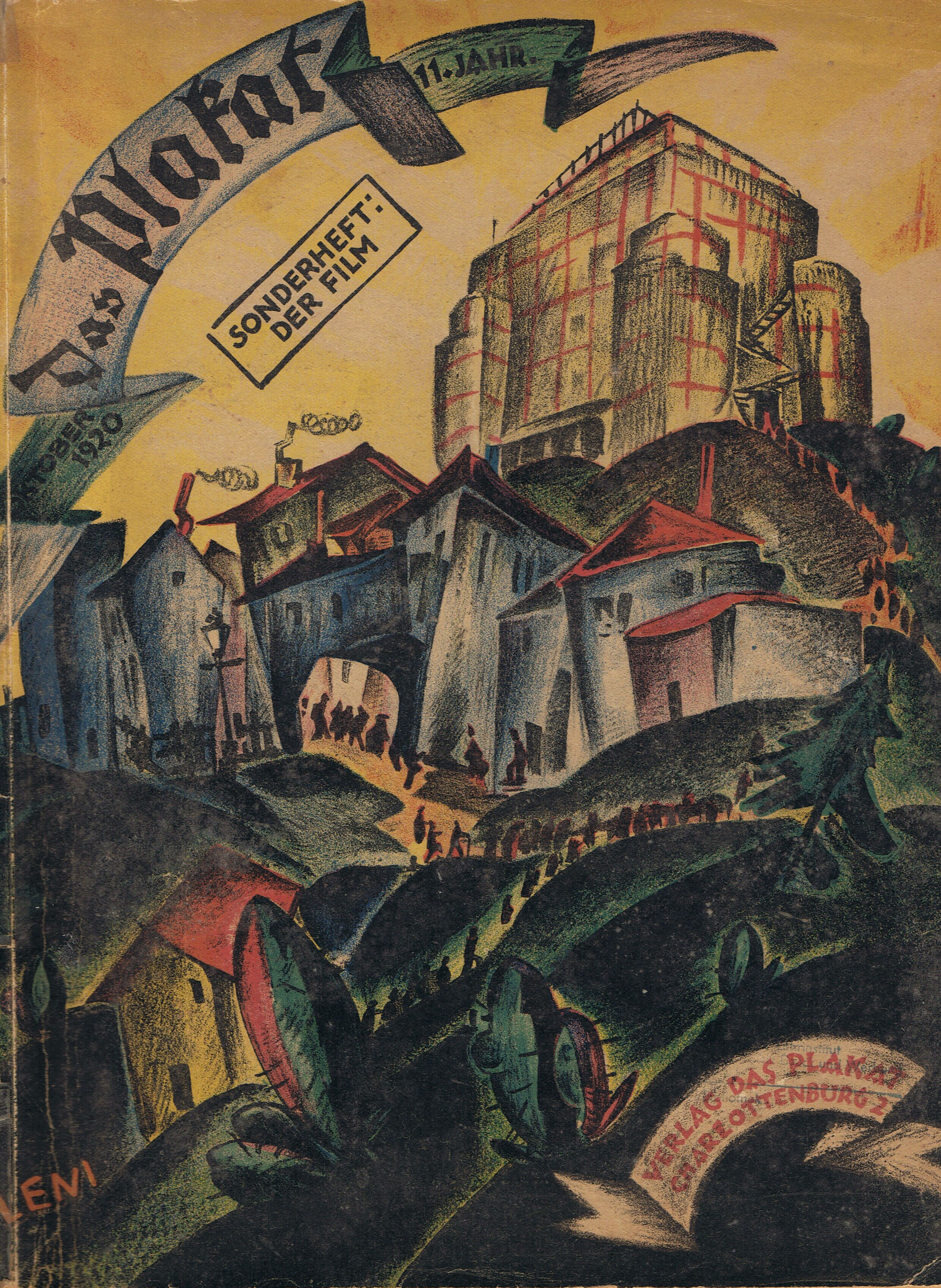
雑誌『Das Plakat』1920年10月映画特集号の表紙（パウル・レニ画）

### ドイツ時代
美術監督として
- Ein Ausgestoßener (1913) (監督：ヨーエ・マイ)
- Das Panzergewölbe (1914) (監督：ヨーエ・マイ)
- Der Katzensteg (1915) (監督：マックス・マック)
- Der Blusenkönig (1917) (監督：エルンスト・ルビッチ)
- Der Ring der Giuditta Foscari (1917)(監督：アルフレッド・ハルム)
- ヴェリタス Veritas vincit (1919) (監督：ヨーエ・マイ )
- Rausch (1919) (監督：エルンスト・ルビッチ)
- 白孔雀 Der weisse Pfau (1920) (監督：E・A・デュポン)
- Die Geierwally (1921) (監督：E・A・デュポン)
- Lady Hamilton (1921) (監督：リチャード・オズワルド)
- Kinder der Finsternis (1921) (監督：E・A・デュポン)
- Frauenopfer (1921/22) (監督：カール・グルーネ)
- 愛の悲劇 Tragödie der Liebe (1922) (監督：ヨーエ・マイ )
- Die Gräfin von Paris (1923)(監督：ディミトリー・ブコエツキー、ヨーエ・マイ）
- Der Farmer aus Texas (1925) (監督：ヨーエ・マイ)
- Die Frau von vierzig Jahren (1925) (監督：リチャード・オズワルド)
- Der Tänzer meiner Frau' (1925) (監督：アレクサンダー・コルダ)
- Manon Lescaut (1926) (監督：アルトゥール・ロビソン)
- Einspänner Nr. 13 / Fiaker Nr. 13 (1926) (監督：マイケル・カーティス)
- Der goldene Schmetterling (1926) (監督：マイケル・カーティス)
- Wie einst im Mai (1926) (監督：Willi Wolff)

監督として
- Das Tagebuch des Dr. Hart (1917)
- Prima vera  (1917)
- Dornröschen (1917)
- Das Rätsel von Bangalor (1918)
- Die platonische Ehe (1919)
- Prinz Kuckuck (1919)
- Die Karten des Todes (1920)
- ゼノアの騒動 Die Verschwörung zu Genua  (1920/21)
- Hintertreppe (Leopold Jessnerと共同) (1921)
- 裏町の怪老窟 Das Wachsfigurenkabinett (1924)
- Rebus-Film Nr. 1–8 (短編シリーズ) (1925/26)

### アメリカ時代
- 猫とカナリヤ The Cat and the Canary (1927)
- 支那の鸚鵡 The Chinese Parrot (1927)
- 笑ふ男 The Man Who Laughs (1928)
- 最後の警告[6] The Last Warning (1929)